# Wilhelm Laforce

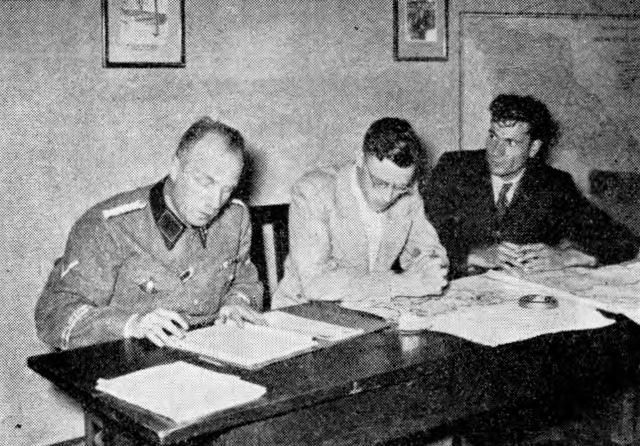
Wilhelm Laforce (links) neben Wilhelm Lampeter (zwischen 1941 und 1945)

Wilhelm Laforce (* 8. April 1896 in München; † 12. Dezember 1965 in Garmisch-Partenkirchen) war ein deutscher paramilitärischer Aktivist und SS-Führer, zuletzt im Rang eines SS-Sturmbannführers. Laforce war während des Zweiten Weltkriegs in führender Stellung an der zwangsweisen Umsiedlung von Menschen in von Deutschland besetzten Gebieten Osteuropas beteiligt.

## Leben und Tätigkeit
Nach dem Ersten Weltkrieg begann Laforce sich in Kreisen der radikalen politischen Rechten in Bayern zu engagieren. 1919 wurde er Mitglied der Thule-Gesellschaft. Im selben Jahr erhielt er eine Anstellung als verantwortlicher Redakteur für die Anzeigen bei der Zeitung Münchener Beobachter, die bald darauf in Völkischer Beobachter umbenannt wurde.
1920 trat Laforce in die NSDAP ein (Mitgliedsnummer 590). Nach der Aufstellung des Stoßtrupps Adolf Hitler, einer unter paramilitärischen Vorzeichen organisierten persönlichen Leibwache des NSDAP-Chefs, im Mai 1923 wurde Laforce Mitglied in dieser Einheit, mit der er am 8. und 9. November 1923 am Hitlerputsch teilnahm, bei dem sein Bruder Karl Laforce als Teilnehmer des Demonstrationszuges der Putschisten zur Feldherrnhalle erschossen wurde. Nach der Niederschlagung des Putsches wurde Laforce in Haft genommen.
Im April 1924 wurde Laforce im Rahmen des Prozesses gegen vierzig Angehörige des Stoßtrupps vor dem Münchener Volksgericht zu einer Strafe von fünfzehn Monaten Festungshaft mit der Aussicht auf vorzeitige Entlassung nach Verbüßung einiger Monate verurteilt. Anschließend wurde er in die Festung Landsberg verbracht, wo er die Gefangenschaft mit Hitler, Rudolf Heß, Hermann Kriebel, Friedrich Weber und einundzwanzig weiteren Stoßtruppmännern teilte.
1933 berichtete er über einen Besuch in Hitlers Zelle im November 1924, der dort das Manuskript von Mein Kampf schrieb.
In die 1925 neugegründete NSDAP trat Laforce erst zum 1. Mai 1933 wieder ein (Mitgliedsnummer 2.944.305). Im Mai desselben Jahres wurde er außerdem in die SS aufgenommen (Mitgliedsnummer 89.103). In dieser wurde er in den folgenden Jahren kontinuierlich befördert: Zum 9. November 1933 erreichte er den Rang eines SS-Untersturmführers und zum 9. November 1936 den eines SS-Obersturmführers.
Wenige Wochen nach dem Ende des Überfalls auf Polen zu Beginn des Zweiten Weltkriegs wurde Laforce im Dezember 1939 zum Leiter der Umsiedlung der Volksdeutschen im sogenannten Warthegau, dem westlichen Teil des von Deutschland besetzten Teiles von Polen, der zur Eingliederung in das deutsche Reichsgebiet vorgesehen war, ernannt. Diese Stellung, in der mit der Organisation der (häufig zwangsweisen) Umsiedlung von Menschen, die im Sinne der nationalsozialistischen Rassevorstellungen als Volksdeutsche galten, in das Gebiet des Warthegaus beziehungsweise von unerwünschten „Elementen“ aus diesem heraus in das Generalgouvernement befasst war, behielt er bis zum Mai 1941 bei. Während dieser Zeit wurde er am 5. November 1940 mit Wirkung zum 9. November 1940 zum SS-Hauptsturmführer befördert.
Vom 3. Juni 1941 an amtierte Laforce als Stabsführer des Beauftragten des Reichskommissars in der Steiermark (RKS); kurz zuvor war er am 1. Juni 1941 zum SS-Sturmbannführer befördert worden.
Am 15. September 1942 wurde Laforce zur Feldkommandostelle des SS-Chefs Heinrich Himmler und dort zum Einsatzstab des Standartenführer Henschel kommandiert (Generalbezirk Shitomir). Dort wurde er am 25. September 1942 zum Hauptsturmführer der Waffen-SS mit Wirkung zum 10. September 1942 befördert.
Vom 24. März 1943 bis zum 10. Februar 1943 amtierte Laforce als Dienststellenleiter des Umsiedlungsstabes beim Standortkommandanten und Gebietshauptmann in Hegewald, dem Hauptquartier Heinrich Himmlers in der Ukraine. Bereits seit dem 25. September 1942 bekleidete er außerdem den Posten eines Fachschaftsführers der Waffen-SS-Fachgruppe Siedlung beim Stabshauptamt des Reichskommissars für die Festigung deutschen Volkstums, den er offiziell bis zum 30. September 1944 innehatte.
Am 10. Dezember 1943 erkrankte Laforce in Schytomyr an einer Hirnblutung. Anschließend wurde er nicht mehr verwendet.